# Route nationale 49 (Belgique)
Pour les articles homonymes, voir N49 et Route nationale 49.
La route nationale 49 est une route reliant Anvers à Knokke-Heist. La route est le plus souvent en 2x2 bandes avec une vitesse de 120 km/h. La route est remplacée peu à peu par l'autoroute A11. Sa longueur est de 55 km. Elle porte le numéro européen de E34.

## Liens autoroutiers
prolongement de l'autoroute A11

## Dédoublements
: Lien entre le  et le centre d'Anvers

N49b : Canadastraat à Zwijndrecht

 : Parmentierlaan dans Knokke-Heist

N49d : Koningslaan dans Knokke-Heist